# Thymus plasonii
Thymus plasonii ist eine Pflanzenart aus der Gattung der Thymiane (Thymus) in der Familie der Lippenblütler.

## Beschreibung
Thymus plasonii ist ein kleiner Strauch, der Thymus atticus ähnelt, aber allgemein etwas kleiner ist. Er bildet holzige, hochgebogene bis niederliegende, nicht-blütentragende, borstig behaarte Stängel, von denen aufrechte bis aufsteigende, blütentragende und behaarte Stängel ausgehen. Die blütentragenden Stängel haben zumindest an der Basis Büschel aus Laubblättern ähnlich den nicht blühenden Stängeln. Die Laubblätter sind 8 bis 12 mm lang und 0,7 bis 1 mm breit. Sie sind nahezu stumpf, lederig, unbehaart und von der Basis bis oberhalb der Blattmitte bewimpert. Die Blattadern sind auffälliger als bei Thymus atticus und verlaufen parallel.
Die Blütenstände sind dichte Köpfe. Die Tragblätter sind breit eiförmig, an der Mitte verschmälert und sind stumpf. Die größten Tragblätter sind etwa 5 mm lang und 2 mm breit. Sie sind lederig, strohfarben und deutlich geadert, unbehaart und bewimpert. Der Kelch ist 3,5 bis 4 mm lang und fein behaart, die Aderung ist deutlich erkennbar. Die oberen Zähne sind etwa 1 bis 1,5 cm lang und lanzettlich. Die Krone ist pink gefärbt, wird später gelb.

## Vorkommen und Standorte
Die Art kommt in der Nähe von Thessaloniki im Nordosten Griechenlands vor.